# Lindóia
Lindóia is een gemeente in de Braziliaanse deelstaat São Paulo. De gemeente telt 5.974 inwoners (schatting 2009).